# Момо Капор
Мо́мчило «Мо́мо» Ка́пор (серб. Momčilo «Momo» Kapor, 8 квітня 1937, Сараєво — 3 березня 2010, Белград) — сербський письменник і художник.
Автор романів, оповідань, подорожніх та автобіографічних книг, есеїв. Долучився до літературних кіл в 1960-их. Його романи є бестселерами у Сербії, його твори перекладено двадцятьма мовами. Картини Капора експонувалися у Нью-Йорку, Бостоні, Женеві, Франкфурті, Лондоні та інших містах. Ілюстрував свої власні книги, а також книги інших письменників.